# Утакмице фудбалске репрезентације Мађарске 1939.
Фудбалска репрезентација Мађарске је током 1939. године одиграла десет пријатељских утакмица, ове године није било такмичарских. У Варшави су се 27. августа састале репрезентације Мађарске и Пољске, а пет дана касније Немачке војне јединице су ушле у Пољску и тиме је започео Други светски рат.
Савезни селектори националног тима у овом периоду су били:
- Карољ Диц др. 216 — 221.
- Денеш Гинзери 222 — 225.[note 1]

## Утакмице
| Холандија                     | 3 : 2 (1 : 1) | Мађарска                       |
| ----------------------------- | ------------- | ------------------------------ |
| Венте 38’ 46’ · Де Хардер 80’ | Извештај      | Женгелер 6’ · Ласло Ђетваи 78’ |

| Француска                | 2 : 2 (1 : 1) | Мађарска              |
| ------------------------ | ------------- | --------------------- |
| Барек 15’ · Хејсерер 87’ | Извештај      | Иштван Кисели 17’ 55’ |

| Република Ирска       | 2 : 2 (1 : 1) | Мађарска                        |
| --------------------- | ------------- | ------------------------------- |
| Бредшо 14’ · Кери 88’ | Извештај      | Женгелер 38’ · Ференц Колат 50’ |

| Швајцарска                            | 3 : 1 (1 : 0) | Мађарска       |
| ------------------------------------- | ------------- | -------------- |
| Г. Аби 43’ · П. Аби 74’ · Валашек 80’ | Извештај      | Карољ Дери 54’ |

| Мађарска             | 2 : 2 (1 : 0) | Република Ирска    |
| -------------------- | ------------- | ------------------ |
| Ференц Колат 39’ 84’ | Извештај      | О'Фланаган 52’ 77’ |

| Мађарска          | 1 : 3 (0 : 1) | Италија                    |
| ----------------- | ------------- | -------------------------- |
| Иштван Кисели 78’ | Извештај      | Пјола 2’ · Колауси 59’ 66’ |

| Пољска                               | 4 : 2 (1 : 2) | Мађарска                       |
| ------------------------------------ | ------------- | ------------------------------ |
| Вилимовски 34’ 64’ 77’ · Пјонтек 74’ | Извештај      | Женгелер 14’ · Шандор Адам 31’ |

| Мађарска                                          | 5 : 1 (2 : 1) | Немачка    |
| ------------------------------------------------- | ------------- | ---------- |
| Михаљ Кинчеш 5’ · Женгелер 7’ 51’ 73’ · Дудаш 79’ | Извештај      | Лехнер 38’ |

| Румунија    | 1 : 1 (0 : 0) | Мађарска          |
| ----------- | ------------- | ----------------- |
| Шпилман 78’ | Извештај      | Маћаш Тот III 76’ |

| Југославија | 0 : 2 (0 : 1) | Мађарска                       |
| ----------- | ------------- | ------------------------------ |
|             | Извештај      | Шароши 28’ · Маћаш Тот III 70’ |

## Играчи репрезентације
| Домаћин · 1939 | Гост · 1939 |

| - Ђерђ Шароши - Ђула Женгелер - Ласло Ђетваи - Јанош Дудаш - Маћаш Тот - Франциск Шпилман (Ференц Шарвари) |